# Callum Hedge
Callum Hedge (* 17. November 2003 in Auckland) ist ein neuseeländischer Rennfahrer.

## Leben und Karriere
Hedge ist in Auckland geboren kam bereits in jungen Jahren mit dem Motorsport in Berührung. Im Alter von 12 Jahren fuhr er seine ersten Rennen in Form der Ssangyong Racing Series, der NZ Formula Ford und der NZ Toyota 86 Series. 2017 zog er mit seiner Familie nach Australien um und gewann 13 von 17 Rennen in der neuseeländischen Formel Ford. 2019 trat er in der australischen Formel-Ford-Meisterschaft an, wo er in der 50-jährigen Geschichte der australischen Formel-Ford-Meisterschaft der jüngste Rennsieger aller Zeiten war.
Nach einem durch die globale COVID-19 Pandemie bedingten Jahr Pause erhielt Hedge 2021 ein Stipendium von Porsche NZ, durch das er von Earl Bamber Motorsport verpflichtet in zwei Rennen den 3. Platz in der Michelin Sprint Challenge belegte. 2022 trat er im Carrera Cup an, wo er zwei Rennen gewann.
Nach der Saison 2023, in der er für Crosslink Kiwi Motorsports die Formula Regional Americas Championship gewann, gewann er außerdem den Porsche Carrera Cup Australia. 2024 verpflichtete HMD Motorsport ihn für den Indy NXT.